# The Lion King: The Gift
The Lion King: The Gift —en español: El rey león: El regalo— (frecuentemente denominado simplemente The Gift) es un álbum de la banda sonora dirigido por la cantante estadounidense Beyoncé para el remake animado fotorrealista de 2019 de El rey león y para Black Is King (2020). Fue lanzado el 19 de julio de 2019 por Parkwood Entertainment y Columbia Records. El álbum también fue producido por Beyoncé y cuenta con artistas africanos como Wizkid, Shatta Wale, Burna Boy, Mr Eazi, Tiwa Savage, Tekno, Yemi Alade, Busiswa y Salatiel, así como apariciones de Jay-Z, Blue Ivy Carter, Childish. Gambino, Pharrell Williams, Kendrick Lamar, Tierra Whack, 070 Shake y Jessie Reyez, entre otros.

## Antecedentes y lanzamiento

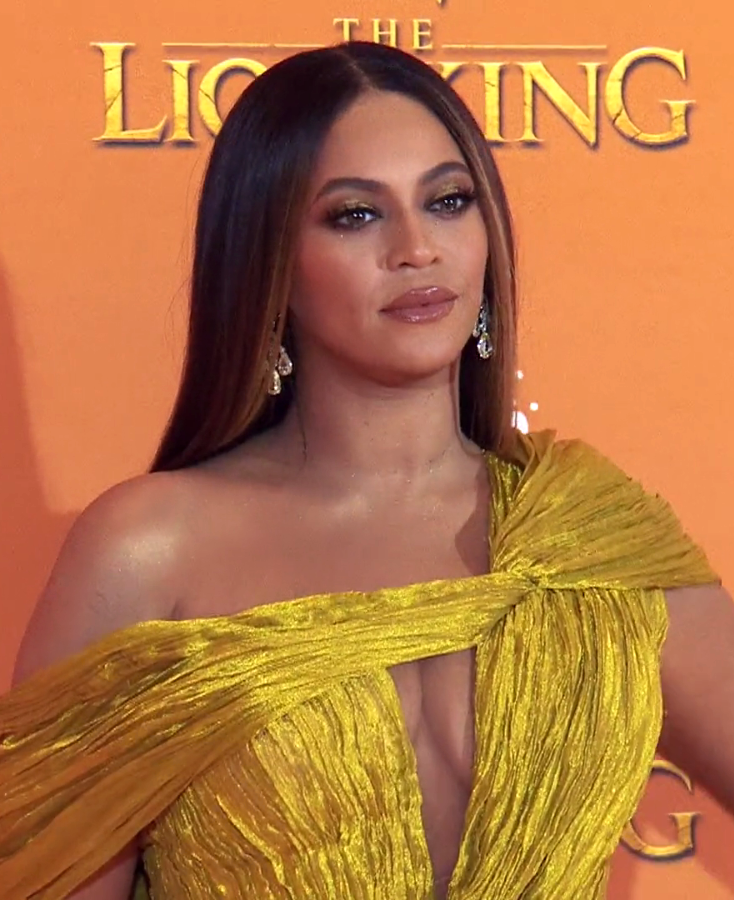
Beyoncé en el estreno europeo de El Rey León, 2019

El 9 de julio de 2019, se reveló que Beyoncé produjo y seleccionó un álbum titulado The Lion King: The Gift, que presenta nuevas canciones inspiradas en la película, así como «Spirit» de la banda sonora.
Beyoncé llamó al álbum "cine sónico" y dijo que la película "es una nueva experiencia de narración", y que el álbum "está influenciado por todo, desde R&B, pop, hip hop y Afro beat". Beyoncé también dijo que "[ella] quería poner a todos en su propio viaje para vincular la historia" y que las canciones se inspiraron en la historia del remake, que "le da al oyente la oportunidad de imaginar sus propias imágenes, mientras escucha una nueva interpretación contemporánea". Las canciones también fueron producidas por productores africanos, lo que Beyoncé dijo que era porque "la autenticidad y el corazón eran importantes para [ella]", ya que la película está ambientada en África.
La lista de canciones se reveló a través del sitio web oficial de Beyoncé el 16 de julio de 2019.
El 16 de septiembre de 2019, Beyoncé lanzó un especial de televisión detrás de escena, titulado Beyoncé Presents: Making the Gift, que documenta la creación del álbum y su viaje por África, filmado en Egipto, Nigeria, Sudáfrica y Estados Unidos. El documental fue transmitido por ABC. Fue escrito, dirigido y producido por Beyoncé junto con el codirector Ed Burke, con los productores ejecutivos Steve Pamon y Erinn Williams.

## Recepción de la crítica
En Metacritic, que asigna una calificación normalizada de 100 a las reseñas de las publicaciones principales, el álbum recibió una puntuación promedio ponderada de 77, basada en 13 reseñas, lo que indica "reseñas generalmente favorables". 
Escribiendo para AllMusic, Neil Z. Yeung describe el álbum como "un híbrido optimista de afro-pop futurista y transatlántico", y agrega que "la colección curada por expertos es un escaparate artístico que celebra África y las tradiciones musicales negras, elevando la experiencia cinematográfica con Interludios temáticos estratégicos que podrían ayudar a que este álbum dure mucho más que la película". The Lion King: The Gift fue elegida como la Elección de la crítica del New York Times, y Jon Pareles escribió que "Beyoncé muestra tanto su musicalidad como su influencia cultural... Es su última lección de comandar las expectativas del mercado de masas, mientras se dobla "El Rey León" a su propia agenda de los afro-diáspora unidad, la autoestima, la responsabilidad de los padres y la ambición justo". AD Amorosi para Variety elogia el álbum como "una oferta salvaje y maravillosa dedicada a los sonidos y el alma de la patria", llamándolo una "oferta a la idea de traer conexión a aquellos que nunca se dieron cuenta de que esto era posible, manteniendo la herencia frente a historias abortadas y abreviadas".
Al describirlo como un álbum "que muestra hábilmente el excelente gusto [de Beyoncé], en lugar de un gran álbum de Beyoncé en sí", Alexis Petridis de The Guardian escribe que The Lion King: The Gift da "al sonido Afrobeat dominante un nuevo nivel de exposición. - una hazaña impresionante en sí misma". "El álbum The Lion King de Beyoncé es el evento que la película desearía que fuera", escribe Carl Wilson de Slate, argumentando que The Gift "funciona mejor si olvidas que el remake existe" y animando a los oyentes a "tomarlo más como una (levemente) nueva perspectiva sobre Beyoncé "ya que temáticamente el álbum" transcribe el drama de la familia real leonina y la cosmovisión del 'círculo de la vida' de [la película] en el leitmotiv principal reciente del propio trabajo de Beyoncé". "Un álbum complementario ambicioso que dice más que la película sobre la familia, la tradición, la responsabilidad y África", escribe Mikael Wood de Los Angeles Times. “Nadie se adueña de un espacio cultural como Beyoncé. Lo vimos suceder en 2016 cuando superó fácilmente a Coldplay durante su propia actuación en el medio tiempo del Super Bowl. Lo vimos suceder el año pasado cuando rehízo el festival de música más prestigioso del mundo como Beychella. Ahora lo estamos viendo de nuevo con la nueva versión de Disney de "El Rey León".
Michelle Kim de Pitchfork opina que el álbum "logra introducir un universo musical completamente nuevo para el oyente estadounidense promedio". Escribiendo para The Telegraph, Neil McCormick dice: "The Gift es una recopilación quijotesca de temas", y califica al álbum como un "punto de inflexión" para los artistas africanos de todo el mundo. Bernadette Giacomazzo de HipHopDX también elogió el álbum, diciendo que el álbum "tropieza con el negro fantástico" y que muchas canciones fueron capaces de mantenerse independientes de la película. Haciendo comparaciones con la banda sonora de Black Panther "hasta la aparición de Kendrick Lamar", Giacomazzo dice que el álbum es "uno de los primeros álbumes de Beyoncé, por así decirlo, en el que Mrs. La creatividad de Carter sirve como un vector para otra visión creativa, más que como la visión creativa en sí. En general, funciona y es otra joya de su corona, una de la que ella, en general, puede estar orgullosa de llamar suya".

## Reconocimientos
En los Soul Train Music Awards 2019, «Spirit» fue nominado como Mejor Video del Año y Mejor Interpretación de Baile, mientras que «Brown Skin Girl» fue nominado como Mejor Colaboración y The Ashford & Simpson Songwriter's Award, ganando este último. The Lion King: The Gift ha sido nominado a Mejor Álbum Vocal Pop en la 62.ª Entrega Anual de los Premios Grammy, mientras que «Spirit» ha recibido dos nominaciones: Mejor Interpretación Pop Solista y Mejor Canción Escrita para Medios Visuales.
Vibe incluyó «The Gift» en su lista de los 30 mejores álbumes de 2019, mientras que The Fader también incluyó el lanzamiento en sus selecciones de los mejores álbumes del mismo año. Tanto City Pages como Fuse incluyeron «The Gift» en sus listas de los mejores álbumes de 2019, mientras que Brooklyn Vegan incluyó la banda sonora en el número 22 en su ranking de los mejores álbumes de rap y R&B del mismo año. En diciembre de 2020, PopMatters nombró a The Lion King: The Gift (Deluxe Edition) como el noveno mejor álbum pop de 2020.
| Premio                                           | Obra nominada           | Categoría                                 | Resultado |
| ------------------------------------------------ | ----------------------- | ----------------------------------------- | --------- |
| Premios Soul Train Music 2019                    | «Brown Skin Girl»       | Best Collaboration                        | Nominado  |
| Premios Soul Train Music 2019                    | «Brown Skin Girl»       | The Ashford & Simpsons Songwriter's Award | Ganador   |
| Premios Soul Train Music 2019                    | "Spirit"                | Best Dance Performance                    | Nominado  |
| Premios Soul Train Music 2019                    | "Spirit"                | Best Video of the Year                    | Nominado  |
| Premios BET 2020                                 | «Brown Skin Girl»       | BET HER Award                             | Ganador   |
| 2020 Capri Hollywood International Film Festival | «Spirit»                | Best Original Song                        | Ganador   |
| 62.ª edición de los premios Grammy               | «Spirit»                | Best Song Written for Visual Media        | Nominado  |
| 62.ª edición de los premios Grammy               | «Spirit»                | Best Pop Solo Performance                 | Nominado  |
| 62.ª edición de los premios Grammy               | The Lion King: The Gift | Best Pop Vocal Album                      | Nominado  |
| 2020 NAACP Image Awards                          | The Lion King: The Gift | Outstanding Soundtrack/Compilation Album  | Ganador   |
| 2020 NAACP Image Awards                          | «Spirit»                | Outstanding Song – Traditional            | Ganador   |
| 2020 NAACP Image Awards                          | «Brown Skin Girl»       | Outstanding Duo, Group or Collaboration   | Ganador   |
| 2020 BreakTudo Awards                            | «Already»               | Collaboration of the Year                 | Ganador   |
| 63nd Annual Grammy Awards                        | «Black Parade»          | Record of the Year                        | Nominado  |
| 63nd Annual Grammy Awards                        | «Black Parade»          | Song of the Year                          | Nominado  |
| 63nd Annual Grammy Awards                        | «Black Parade»          | Best R&B Performance                      | Ganador   |
| 63nd Annual Grammy Awards                        | «Black Parade»          | Best R&B Song                             | Nominado  |
| 63nd Annual Grammy Awards                        | Black Is King           | Best Music Film                           | Nominado  |
| 63nd Annual Grammy Awards                        | «Brown Skin Girl»       | Best Music Video                          | Ganador   |

## Desempeño comercial
The Lion King: The Gift debutó en el número dos en el Billboard 200 de EE. UU. con 54,000 unidades equivalentes a álbumes, de las cuales 11,000 fueron ventas de álbumes puros.
Se convirtió en el segundo debut entre los 10 primeros de Beyoncé en 2019 (después de Homecoming: The Live Album) y el tercer álbum entre los 10 primeros en 2019 (después de que Lemonade reingresó en la lista Billboard 200 luego de su amplio lanzamiento de transmisión). También es el noveno álbum entre los 10 mejores de la carrera en solitario de Beyoncé.
En las listas de género de Billboard, The Lion King: The Gift debutó en el número uno en varias listas, incluidos los mejores álbumes de R&B, los mejores álbumes de R&B/Hip-Hop, los mejores álbumes de bandas sonoras y los mejores álbumes del mundo. Se convirtió en el séptimo número uno de Beyoncé en la lista de los mejores álbumes de R&B/Hip-Hop como solista.
Tras el lanzamiento de Black Is King en julio de 2020, el álbum volvió a entrar en el Billboard 200 en el número diez.

## Impacto
Los músicos y productores africanos que trabajaron en The Lion King: The Gift, entre otros, han hablado sobre el impacto que predicen que tendrá el álbum en la música africana en los Estados Unidos. El productor ghanés GuiltyBeatz dijo: "Ahora que Beyoncé lanzó un álbum completo [de música africana], esto abrirá la puerta" para que esos sonidos ingresen al mercado estadounidense; La cantante nigeriana Yemi Alade agregó que el álbum será "otro despertar". El productor nigeriano P2J describió cómo el álbum "va a cambiar la cara de la música", y agregó que «Brown Skin Girl» es "una de las primeras canciones de mi carrera que pensé que iba a ser muy especial"... Es un gran momento para África". El artista sudafricano DJ Lag dijo que el álbum le ha "abierto las puertas" y que el sonido de The Lion King: The Gift "será la próxima gran novedad". Anthony Osae-Brown, de Bloomberg, declaró que con El rey león: el regalo, Beyoncé está llevando la "escena musical de Nigeria a nivel mundial". El director de música urbana de YouTube, Tuma Basa, calificó el lanzamiento deThe Lion King: The Gift como "un momento decisivo", mientras que el productor nigeriano E-Kelly dijo que "creará una nueva conciencia" y "abrirá una gran grieta". para que los afrobeats ingresen a la música convencional estadounidense.
La canción «Brown Skin Girl» inspiró una tendencia viral llamada "#brownskingirlchallenge", en la que mujeres y niñas negras publican fotos y videos de ellas mismas para celebrar su piel, así como personas que alientan a sus familiares jóvenes a estar orgulloso de su piel. Celebridades como Ava DuVernay, Rep. Barbara Lee, Gabrielle Union y Lupita Nyong'o participaron en la tendencia. También se produjeron varios artículos de reflexión y artículos en respuesta a "Brown Skin Girl".

## Beyoncé Presents: Making The Gift
El 15 de septiembre de 2019, se anunció un documental que relata el desarrollo, la producción y el rodaje de The Lion King: The Gift, titulado Beyoncé Presents: Making The Gift, que saldría al aire en ABC el 16 de septiembre El mismo día se lanzó un tráiler para promocionar el documental. Al aire casi 2 meses después del lanzamiento del álbum, Beyoncé Presents: Making The Gift tuvo una audiencia de 2,49 millones y "dominó" los ratings de esa noche.

## Black Is King

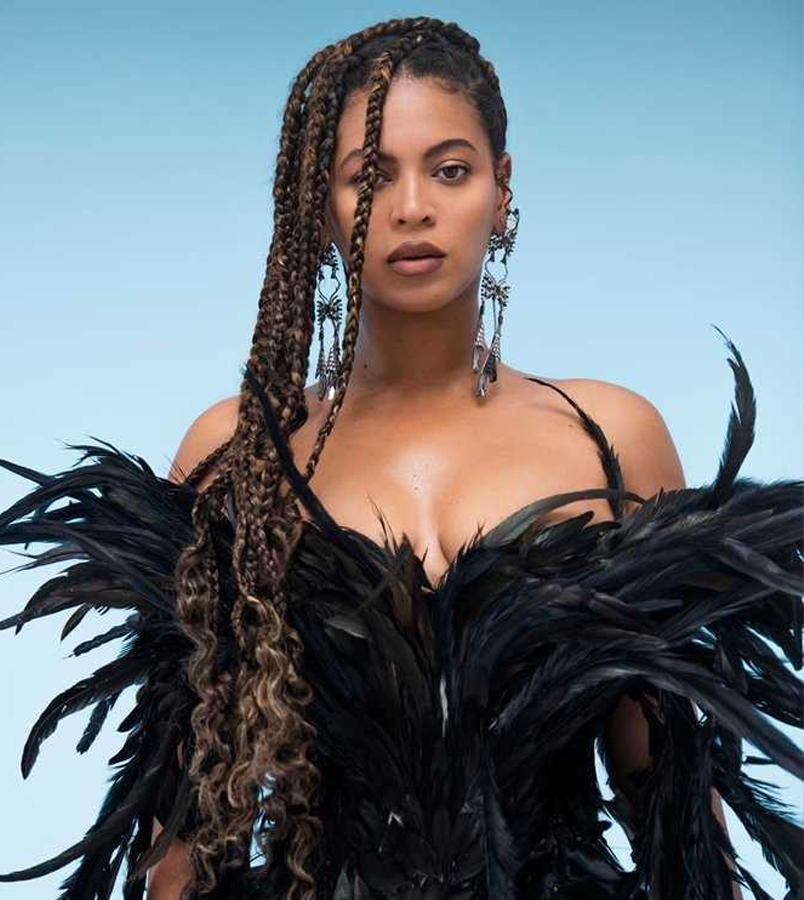
Beyoncé en Black Is King.

Una película musical y un álbum visual basado en la música de The Gift se lanzó el 31 de julio de 2020 en Disney+. La película, dirigida, escrita y producida por Beyoncé, cuenta la historia de un joven príncipe africano que es exiliado de su reino tras la muerte de su padre. A medida que crece y se convierte en hombre, el príncipe atraviesa un viaje de identidad propia, utilizando la guía de su antepasado, el amor de la infancia y su propio subconsciente para reclamar su trono. El viaje del príncipe actúa como una alegoría del viaje de la diáspora africana de descubrir, reclamar y celebrar su cultura y herencia, que se refleja en la inclusión de la poesía hablada en la película que se centra en la cuestión de la identidad negra.
Black Is King estuvo en producción durante más de un año y se filmó en tres continentes. Beyoncé quería reclutar un elenco y un equipo diverso y brindar oportunidades para nuevos talentos. La música, los bailes, el vestuario, los peinados y los decorados de la película se diseñaron para mostrar la belleza y la riqueza de las culturas en el continente africano y la diáspora.
La película recibió elogios universales de la crítica, con elogios por la dirección, la cinematografía, la banda sonora, el diseño de vestuario, la temática y los temas culturales de Beyoncé. En la 63.ª Entrega Anual de los Grammy, Black Is King fue nominada a Mejor Película Musical, mientras que el video de «Brown Skin Girl» fue nominado a Mejor Video Musical.

## Edición de lujo
El 31 de julio de 2020, junto con el lanzamiento de Black Is King, Beyoncé lanzó una edición de lujo del álbum. El álbum incluye todas las pistas incluidas en la película además de 3 pistas nuevas. Esto incluye las versiones estándar y extendida de «Black Parade», que fue lanzado el 19 de junio; la versión extendida de la canción solo estuvo disponible en Tidal hasta el lanzamiento del álbum. La otra pista incluida es un remix de «Find Your Way Back» de MeLo-X.

## Lista de canciones
Créditos adaptados del sitio web de Beyoncé. Todas las pistas fueron producidas por Beyoncé y Derek Dixie, excepto donde se indique.
| The Lion King: The Gift – edición estándar | | |                                                                                  |          |  |
| N.º                                        | Título | Escritor(es) | Productor(es)                                                                    | Duración |  |
| 1.                                         | «Balance (Mufasa Interlude)» (James Earl Jones)                                                                  | Jeff Nathanson |                                                                                  | 0:43     |  |
| 2.                                         | «Bigger» (Beyoncé)                                                                                               | Beyoncé, Dixie, Stacy Barthe, Rachel Keen, Akil King y Ricky Lawson |                                                                                  | 3:46     |  |
| 3.                                         | «The Stars (Mufasa Interlude)» (James Earl Jones)                                                                | Nathanson |                                                                                  | 0:46     |  |
| 4.                                         | «Find Your Way Back» (Beyoncé)                                                                                   | Beyoncé, Brittany Hazzard, Bubele Booi, Robert Magwenzi, Abisagboola Oluseun, Niniola Apata y Osabuohien Osaretin                                                                  | Beyoncé, Bubele Boii, Magwenzi, Dixie y Guilty Beatz                             | 2:42     |  |
| 5.                                         | «Uncle Scar (Scar Interlude)» (interpretado por Chiwetel Ejiofor)                                                | Nathanson |                                                                                  | 0:13     |  |
| 6.                                         | «Don't Jealous Me» (Tekno, Lord Afrixana, Yemi Alade y Mr Eazi)                                                  | Beyoncé, Augustine Kelechukwu, Nana Afriyie, Yemi Alade, Oluwatosin Ajibade y Ariowa Irosogie                                                                                      | Beyoncé, P2J y Dixie                                                             | 2:35     |  |
| 7.                                         | «Danger (Young Simba & Young Nala Interlude)» (JD McCrary y Shahadi Wright Joseph)                               | Nathanson |                                                                                  | 0:16     |  |
| 8.                                         | «Ja Ara E» (Burna Boy)                                                                                           | Damini Ogulu y Richard Isong | Beyoncé, P2J y Dixie                                                             | 3:10     |  |
| 9.                                         | «Run Away (Scar & Young Simba Interlude)» (JD McCrary y Chiwetel Ejiofor)                                        | Nathanson |                                                                                  | 0:29     |  |
| 10.                                        | «Nile» (Beyoncé y Kendrick Lamar)                                                                                | Beyoncé, Kendrick Duckworth, Mark Spears, Hykeem Carter Jr., Keanu Torres, Denisia Andrews y Brittany Coney                                                                        | Beyoncé, Sounwave, Johnny Kosich, Baby Keem y Keanu Beats                        | 1:47     |  |
| 11.                                        | «New Lesson (Timon, Pumbaa & Young Simba Interlude)» (Billy Eichner, Seth Rogen y JD McCrary)                    | Nathanson |                                                                                  | 0:53     |  |
| 12.                                        | «Mood 4 Eva» (Beyoncé, Jay-Z y Childish Gambino con Oumou Sangaré)                                               | Beyoncé, Andrews, Coney, Donald Glover, Khaled Khaled, Floyd Hills, Shawn Carter, Anathi Mnyango, Ant Clemons, Michael Uzowuru, Teo Halm, Jeff Kleinman, Jimmy Seals y James Brown | Beyoncé, DJ Khaled, Danja, Just Blaze, Jeff Kleinman, Michael Uzowuru y Teo Halm | 4:32     |  |
| 13.                                        | «Reunited (Nala & Simba Interlude)» (Beyoncé y Donald Glover)                                                    | Nathanson |                                                                                  | 0:09     |  |
| 14.                                        | «Water» (Salatiel, Pharrell y Beyoncé)                                                                           | Beyoncé, Afriyie, Nija Charles y Richard Isong | Beyoncé y P2J                                                                    | 2:32     |  |
| 15.                                        | «Brown Skin Girl» (Beyoncé, Saint Jhn y Wizkid con Blue Ivy Carter)                                              | Beyoncé, Carlos St. John, Adio Marchant, S. Carter, Barthe, Anathi Mnyango, Ayodeji Balogun, Michael Uzowuru e Isong                                                               | Beyoncé, P2J y Dixie                                                             | 4:08     |  |
| 16.                                        | «Come Home (Nala Interlude)» (Beyonce)                                                                           | Nathanson |                                                                                  | 0:14     |  |
| 17.                                        | «Keys to the Kingdom» (Tiwa Savage and Mr Eazi)                                                                  | Beyoncé, Kim Krysiuk, Rickie Tice, A. King, Tiwatope Savage, Dixie, Gerald White, Irosogie, Rich King, Ajibade, Ronald Banful e Isong                                              | Beyoncé, Northboi Oracle, GuiltyBeatz, P2J y Dixie                               | 3:18     |  |
| 18.                                        | «Follow Me (Rafiki Interlude)» (Donald Glover and John Kani)                                                     | Nathanson |                                                                                  | 0:31     |  |
| 19.                                        | «Already» (Beyoncé, Shatta Wale y Major Lazer)                                                                   | Beyoncé, Hazzard, Toumani Diabaté, Clément Picard, Maxime Picard, Thomas Wesley, Charles Mensah y Banful                                                                           | Beyoncé, Diplo, Picard Brothers y Guilty Beatz                                   | 3:42     |  |
| 20.                                        | «Remember (Mufasa Interlude)» (James Earl Jones)                                                                 | Nathanson |                                                                                  | 0:45     |  |
| 21.                                        | «Otherside» (Beyoncé)                                                                                            | Beyoncé, Sydney Bennett, Dave Rosser, Nick Green y Abisagboola Oluseun | Beyoncé, Nicky Davey, Syd y Dixie                                                | 3:39     |  |
| 22.                                        | «War (Nala Interlude)» (Beyoncé)                                                                                 | Nathanson |                                                                                  | 0:18     |  |
| 23.                                        | «My Power» (Beyoncé, Nija, Busiswa, Yemi Alade, Tierra Whack, Moonchild Sanelly y DJ Lag)                        | Beyoncé, Busiswa Gqulu, Alade, Sanelisiwe Twisha, Charles, Andrews, Coney y Lwazi Gwala                                                                                            | Beyoncé, DJ Lag y Moses Boyd                                                     | 4:19     |  |
| 24.                                        | «Surrender (Simba & Scar Interlude)» (Donald Glover y Chiwetel Ejiofor)                                          | Nathanson |                                                                                  | 0:14     |  |
| 25.                                        | «Scar» (070 Shake y Jessie Reyez)                                                                                | Beyoncé, Danielle Balbuena, Teo Halm, Dave Hamelin, Jessie Reyez, Isong e Irosogie                                                                                                 | Beyoncé, P2J, Tim Suby, Hamelin, Ari PenSmith, Dixie y Mike Dean                 | 3:06     |  |
| 26.                                        | «I'm Home (Mufasa, Sarabi & Simba Interlude)» (interpretado por James Earl Jones, Alfre Woodard y Donald Glover) | Nathanson |                                                                                  | 0:43     |  |
| 27.                                        | «Spirit» (interpretada por Beyoncé)                                                                              | Beyoncé, Timothy McKenzie e Ilya Salmanzadeh | Beyoncé, Labrinth, Ilya y Dixie                                                  | 4:33     |  |
| 54:00                                      | | |                                                                                  |          |  |

| The Lion King: The Gift – edición deluxe | | |                                                                                  |          |  |
| N.º                                      | Título                                                                                                 | Escritor(es) | Producer(s)                                                                      | Duración |  |
| 1.                                       | «Bigger» (performed by Beyoncé)                                                                        | Beyoncé, Dixie, Stacy Barthe, Rachel Keen, Akil King y Ricky Lawson | Beyoncé y Dixie                                                                  | 3:46     |  |
| 2.                                       | «Find Your Way Back» (performed by Beyoncé)                                                            | Beyoncé, Brittany Hazzard, Bubele Booi, Robert Magwenzi, Abisagboola Oluseun, Niniola Apata y Osabuohien Osaretin                                                                  | Beyoncé, Bubele Boii, Magwenzi, Dixie y Guilty Beatz                             | 2:42     |  |
| 3.                                       | «Don't Jealous Me» (performed by Tekno, Lord Afrixana, Yemi Alade y Mr Eazi)                           | Beyoncé, Augustine Kelechukwu, Nana Afriyie, Yemi Alade, Oluwatosin Ajibade y Ariowa Irosogie                                                                                      | Beyoncé, P2J y Dixie                                                             | 2:36     |  |
| 4.                                       | «Ja Ara E» (performed by Burna Boy)                                                                    | Damini Ogulu y Richard Isong | Beyoncé, P2J y Dixie                                                             | 3:10     |  |
| 5.                                       | «Nile» (performed by Beyoncé y Kendrick Lamar)                                                         | Beyoncé, Kendrick Duckworth, Mark Spears, Hykeem Carter Jr., Keanu Torres, Denisia Andrews y Brittany Coney                                                                        | Beyoncé, Sounwave, Johnny Kosich, Baby Keem y Keanu Beats                        | 1:47     |  |
| 6.                                       | «Mood 4 Eva» (performed by Beyoncé, Jay-Z y Childish Gambino con Oumou Sangaré)                        | Beyoncé, Andrews, Coney, Donald Glover, Khaled Khaled, Floyd Hills, Shawn Carter, Anathi Mnyango, Ant Clemons, Michael Uzowuru, Teo Halm, Jeff Kleinman, Jimmy Seals y James Brown | Beyoncé, DJ Khaled, Danja, Just Blaze, Jeff Kleinman, Michael Uzowuru y Teo Halm | 4:32     |  |
| 7.                                       | «Water» (performed by Salatiel, Pharrell y Beyoncé)                                                    | Beyoncé, Afriyie, Nija Charles y Richard Isong | Beyoncé y P2J                                                                    | 2:33     |  |
| 8.                                       | «Brown Skin Girl» (performed by Beyoncé, Saint Jhn y Wizkid con Blue Ivy Carter)                       | Beyoncé, Carlos St. John, Adio Marchant, S. Carter, Barthe, Anathi Mnyango, Ayodeji Balogun, Michael Uzowuru e Isong                                                               | Beyoncé, P2J y Dixie                                                             | 4:08     |  |
| 9.                                       | «Keys to the Kingdom» (performed by Tiwa Savage y Mr Eazi)                                             | Beyoncé, Kim Krysiuk, Rickie Tice, A. King, Tiwatope Savage, Dixie, Gerald White, Irosogie, Rich King, Ajibade, Ronald Banful e Isong                                              | Beyoncé, Northboi Oracle, GuiltyBeatz, P2J y Dixie                               | 3:19     |  |
| 10.                                      | «Already» (performed by Beyoncé, Shatta Wale y Major Lazer)                                            | Beyoncé, Hazzard, Toumani Diabaté, Clément Picard, Maxime Picard, Thomas Wesley, Charles Mensah y Banful                                                                           | Beyoncé, Diplo, Picard Brothers y Guilty Beatz                                   | 3:43     |  |
| 11.                                      | «Otherside» (performed by Beyoncé)                                                                     | Beyoncé, Sydney Bennett, Dave Rosser, Nick Green y Abisagboola Oluseun | Beyoncé, Nicky Davey, Syd y Dixie                                                | 3:40     |  |
| 12.                                      | «My Power» (performed by Beyoncé, Nija, Busiswa, Yemi Alade, Tierra Whack, Moonchild Sanelly y DJ Lag) | Beyoncé, Busiswa Gqulu, Alade, Sanelisiwe Twisha, Charles, Andrews, Coney y Lwazi Gwala                                                                                            | Beyoncé, DJ Lag y Moses Boyd                                                     | 4:20     |  |
| 13.                                      | «Scar» (performed by 070 Shake y Jessie Reyez)                                                         | Beyoncé, Danielle Balbuena, Teo Halm, Dave Hamelin, Jessie Reyez, Isong e Irosogie                                                                                                 | Beyoncé, P2J, Tim Suby, Hamelin, Ari PenSmith, Dixie y Mike Dean                 | 3:07     |  |
| 14.                                      | «Spirit» (performed by Beyoncé)                                                                        | Beyoncé, Timothy McKenzie e Ilya Salmanzadeh | Beyoncé, Labrinth, Ilya y Dixie                                                  | 4:37     |  |
| 15.                                      | «Black Parade» (extended version; performed by Beyoncé)                                                | Beyoncé, Dixie, King, Coney, Andrews, Krysiuk, Tice y Carter | Beyoncé y Dixie                                                                  | 5:16     |  |
| 16.                                      | «Find Your Way Back» (MeLo-X remix; performed by Beyoncé)                                              | Beyoncé, Hazzard, Booi, Magwenzi, Oluseun, Apata y Osaretin | MeLo-X                                                                           | 3:36     |  |
| 17.                                      | «Black Parade» (performed by Beyoncé)                                                                  | Beyoncé, Dixie, King, Coney, Andrews, Krysiuk, Tice y Carter | Beyoncé y Dixie                                                                  | 4:41     |  |
| 61:33                                    | | |                                                                                  |          |  |

- Todos los títulos de las canciones están estilizados en mayúsculas.
- Todos los títulos de los interludios están estilizados en minúsculas.
- «Bigger» cuenta con la voz de Raye.
- «Spirit» cuenta con coros de Labrinth, Ilya, Jamal Moore, Maurice Smith, J Rome, Derrick Charles, DeP, George Young, Vernon Burris, TJ Wilkins, Andre Washington, Mabvuto Carpenter, Jason Morales, Johnny Gilmore, Stevie Notes, Marcus Eldridge, Edward Lawson y Steve Epting.

### Créditos desamples
- «Find Your Way Back» contiene elementos de «Maradona», escrito por Sarz e interpretado por Niniola.
- «Mood 4 Eva» contiene elementos de "Diaraby Nene" escrita e interpretada por Oumou Sangaré; contiene una interpolación de «Sweet Green Fields» escrita por Jimmy Seals ; contiene una interpolación de «(Think) About It» escrito por James Brown.

## Personal
Créditos adaptados del sitio web oficial de Beyoncé.

### Músicos
- Beyoncé - voz
- Sección de cuerdas (pistas 1, 2)
  - Adrienne Woods, Bianca McClure, Chelsea Stevens, Crystal Alforque, Jonathan Richards, Marta Honer, Rhea Hosanny, Stephanie Matthews, Stephanie Yu, Tahirah Whittington
- Pino Palladino - bajo (pista 15)
- Courtney Leonard - bajo (pista 17)
- Rod Castro - guitarra (pistas 2, 16, 17)
- Ari PenSmith - teclados (pista 25)
- Derek Dixie - batería (pista 27)
- Ilya - batería, teclados, percusión (pista 27)
- Labrinth - batería, teclados, percusión (pista 27)
- Jeremy Lertola - percusión (pista 27)
- Jeff Lorber - piano (pista 27)
- David Fleming - cuerdas (pista 27)

### Producción
- Beyoncé - productora ejecutiva
- Kwasi Fordjour - director creativo
- Derek Dixie - director musical

## Posicionamiento en listas
| Listas (2019–2020)                      | Mejor posición |
| --------------------------------------- | -------------- |
| Australia (ARIA)                        | 12             |
| Austria (Ö3 Austria)                    | 37             |
| Bélgica (Ultratop flamenca)             | 12             |
| Bélgica (Ultratop valona)               | 36             |
| Canadá (Billboard Canadian Albums)      | 4              |
| Dinamarca (Hitlisten)                   | 9              |
| Países Bajos (Album Top 100)            | 3              |
| Francia (SNEP)                          | 28             |
| Alemania (Offizielle Top 100)           | 48             |
| Italia (FIMI)                           | 39             |
| Latvian Albums (LAIPA)                  | 20             |
| Lithuanian Albums (AGATA)               | 8              |
| Nueva Zelanda (Recorded Music NZ)       | 16             |
| Noruega (VG-lista)                      | 11             |
| Spanish Albums (PROMUSICAE)             | 64             |
| Suecia (Sverigetopplistan)              | 22             |
| Suiza (Schweizer Hitparade)             | 20             |
| UK Compilation Chart                    | 7              |
| Estados Unidos (Billboard 200)          | 2              |
| US Kid Albums (Billboard)               | 1              |
| Estados Unidos (Soundtrack Albums)      | 1              |
| Estados Unidos (World Albums)           | 1              |
| Estados Unidos (Top R&B/Hip-Hop Albums) | 1              |

| Chart (2019)                                 | Position |
| -------------------------------------------- | -------- |
| Países Bajos (Album Top 100)                 | 100      |
| Estados Unidos Kid Albums (Billboard)        | 24       |
| Estados Unidos Soundtrack Albums (Billboard) | 18       |
| Estados Unidos World Albums (Billboard)      | 15       |

| Lista (2020)                                 | Posición |
| -------------------------------------------- | -------- |
| Estados Unidos Kid Albums (Billboard)        | 25       |
| Estados Unidos Soundtrack Albums (Billboard) | 22       |
| Estados Unidos World Albums (Billboard)      | 5        |

## Historial de lanzamiento
| Región | Fecha               | Formato                    | Edición  | Sello discográfico | Ref.   |
| ------ | ------------------- | -------------------------- | -------- | ------------------ | ------ |
| Varios | 19 de julio de 2019 | Descarga digital streaming | Estándar | Parkwood Columbia  | [ 71 ] |
| Varios | 31 de julio de 2020 | Descarga digital streaming | Deluxe   | Parkwood Columbia  |        |